# Enköpings Sportklubb
L'Enköpings SK, meglio noto come Enköpings SK o semplicemente Enköping, è una società calcistica svedese con sede nella città di Enköping.
Fondato nel 1914, il club nel 2016 milita nel campionato di Division 3.

## Statistiche
- Partecipazioni in Allsvenskan: 2003
- Partecipazioni in Superettan: 2000-2002, 2004, 2007-2008

## Palmarès

### Competizioni nazionali
- Division 1: 1

2006
- Division 2: 3

1998, 2005, 2011

### Altri piazzamenti
- Coppa di Svezia:

Semifinalista: 2008
- Superettan:

Promozione: 2002
- Division 2:

Secondo posto: 2024